# Daniel Topolski
Daniel „Dan“ Topolski (* 4. Juni 1945 in London; † 21. Februar 2015 ebenda) war ein britischer Ruderer, Trainer, Sportreporter und Reiseschriftsteller.

## Leben
Daniel Topolski war der Sohn des polnischen Künstlers Feliks Topolski, der 1935 eingewandert war, und der Schauspielerin Marian Everall. Er besuchte die französische Schule in London (Lycée Français de Londres) sowie die Westminster School und studierte Geografie am New College in Oxford.
Topolski ruderte und saß schon an der Westminster School im Schulachter. Für das Boat Race saß er 1967 und 1968 im Ruderachter der Universität Oxford, die Mannschaft gewann 1967 und verlor 1968.
Topolski war zwischen 1969 und 1978 fünfmal bei Ruder-Weltmeisterschaften nominiert. Bei den Ruder-Weltmeisterschaften 1975 in Nottingham gewann er im Leichtgewichts-Vierer ohne Steuermann die Silbermedaille und bei den Ruder-Weltmeisterschaften 1977 in Amsterdam die Goldmedaille im Leichtgewichts-Achter. Bei Rennen der Henley Royal Regatta war er 74-mal am Start und gewann viermal.
Zwischen 1972 und 1987 war er, unbezahlt, Trainer der Boat-Race-Crew Oxfords, und seine Mannschaft gewann zwölfmal, davon zehnmal in Folge. Er setzte 1981 eine Steuerfrau ein, und er gewann mit einer Reservemannschaft in dem für ihn letzten Rennen ohne seine US-amerikanischen Ruderasse, die sich weigerten, seine Trainingsanweisungen zu befolgen. Nach seiner Zeit wurde der Trainerberuf professionalisiert. Topolski kehrte erst 1995 als Berater zur Oxford-Mannschaft zurück.
Topolski war Trainer des britischen Frauenachters in den Jahren 1978 bis 1980 und coachte die britischen Rudermannschaften bei den Olympischen Spielen 1980 und 1984. Für die BBC berichtete er als Reporter regelmäßig vom Boat Race und war Kommentator bei den Olympischen Spielen 2000 in Sydney, 2004 in Athen und 2008 in Peking. Er verfasste zwei Bücher über das Rudern: The Oxford Revival (1985) und True Blue: The Oxford Boat Race Mutiny (1989), für das er mit seinem Co-Autor Patrick Robinson die Auszeichnung William Hill Sports Book of the Year erhielt. Das Buch wurde 1996 mit Dominic West verfilmt.
In seinem Beruf als Journalist außerhalb des Ruderns schrieb er zwanzig Jahre lang Zeitungsbeiträge für den Observer, produzierte die Fernsehserie Topolski’s Travels für die BBC und schrieb zwei Reisebücher: Muzungu: One Man’s Africa (1976) über seine Reisen durch Afrika im Jahr 1972 und Travels with My Father: A South American Journey (1983) über eine Reise durch Südamerika, bei der er in Paraguay im Gefängnis einsaß. Seine Reise in den Hindukusch 1975 musste er abbrechen, als er für die Vorbereitung der Olympischen Spiele in Montreal zurückgerufen wurde.
Das New College ernannte ihn 2013 zum Honorary Fellow.
Topolski war mit der Schauspielerin Susan Gilmore verheiratet; sie bekamen drei Kinder.

## Erfolge
- 1975: Platz 2 im Leichtgewichts-Vierer ohne Steuermann (Weltmeisterschaften)
- 1977: Platz 1 im Leichtgewichts-Achter (Weltmeisterschaften)

## Schriften (Auswahl)
- Francis Chichester’s guide to good living in London. F. Chichester, London 1975.
- Muzungu – One Man’s Africa. Arlington Books, London 1976.
- Travels with My Father: A South American Journey. Elm Tree Books, London 1983.
- Boat Race – The Oxford Revival. Collins, London 1985.
- mit Patrick Robinson: True Blue: The Oxford Boat Race Mutiny. Doubleday, London 1989.
- Henley – the regatta. Fotografien von Roger George Clark. Murray, London 1989.